# Джамалдинов, Салимхан Алимшейхович
Салимха́н Алимшейхович Джамалди́нов (род. 4 июля 1952, Бирлик, Иссык-Кульская область) — советский борец вольного стиля, призёр чемпионата СССР, Заслуженный тренер России. Чеченец.

## Биография
Родился в депортации 4 июля 1952 года в селе Бирлик Киргизской ССР. В 1970 году начал заниматься вольной борьбой под руководством старшего брата Алихана Джамалдинова. В 1969 году окончил школу в селе Ленинаул Казбековского района Дагестанской АССР. В 1982 году окончил Дагестанский государственный педагогический университет.
Работал заместителем мэра Хасавюрта по вопросам ЖКХ. В августе 2012 года освобождён от занимаемой должности в связи с задержанием сына, который подозревался в связи с террористическим подпольем, действующим на Северном Кавказе.

## Спортивные результаты
- Первенство СССР среди молодежи 1973 года — ;
- Чемпионат СССР по вольной борьбе 1976 года — 4 место;
- Чемпионат СССР по вольной борьбе 1977 года — ;

## Известные ученики
- Гаджи Рашидов — чемпион СССР, призёр чемпионатов Европы и мира, обладатель Кубка Мира.